# Мертл (Мисисипи)
Мертл (енгл. Myrtle) град је у америчкој савезној држави Мисисипи.

## Демографија
По попису из 2010. године број становника је 490, што је 83 (20,4%) становника више него 2000. године.
| Група             | 2000.       | 2010.       |
| Белци             | 347 (85,3%) | 389 (79,4%) |
| Афроамериканци    | 53 (13,0%)  | 70 (14,3%)  |
| Азијати           | 0 (0,0%)    | 0 (0,0%)    |
| Хиспаноамериканци | 7 (1,7%)    | 25 (5,1%)   |
| Укупно            | 407         | 490         |